# 吉林公主岭经济开发区
吉林公主岭经济开发区是吉林省长春市公主岭市创建的开发区，坐落于范家屯镇。2006年7月，吉林省人民政府将之列为吉林省经济开发区。地理位置毗邻中国第一汽车集团。所在地区，以范家屯经济开发区之名列为公主岭市的类似乡级单位。

## 行政区划
下辖以下地区：范家屯经济开发区虚拟社区。